# Paddy Considine
Patrick "Paddy" Considine (Burton upon Trent, 5 september 1973) is een Engels acteur, regisseur, scenarioschrijver en muzikant. Hij werkt vaak samen met regisseur Shane Meadows. Internationaal gezien is hij het meest bekend van zijn rollen in de films Hot Fuzz en The World's End.

## Biografie
Considine groeide op in Winshill. Hij studeerde tot 1990 aan de Abbot Beyne School, en daarna haalde hij een kunstdiploma bij het Burton College. Daar ontmoette hij Meadows. Samen met hem richtte hij de band She Talks To Angels op, met Meadows als zanger en Considine als drummer. Hoofdgitarist was Nick Hemming, die ook een bandlid was van The Telescopes en tegenwoordig The Leisure Society. Considine volgde ook een fotografie-opleiding.

### Acteercarrière
Nadat hij van de universiteit ging, castte zijn oude vriend Shane Meadows hem voor zijn film A Room for Romeo Brass uit 1999. Dat werd Considines eerste filmrol. Ondanks het grote succes van de film op het Filmfestival van Edinburgh had Considine het idee dat het niets zou worden met zijn acteercarrière, al de maandag na de première ging hij naar het lokale uitzendbureau op zoek naar een baan. Meadows besloot zich uiteindelijk toch te richten op het acteren; samen met Meadows maakte hij nog een aantal korte films.
Rond 2000 castte Pawel Pawlikowski hem voor zijn film Last Resort. Pawlikoswki was namelijk onder de indruk van Considines acteerwerk in de film A Room for Romeo Brass. Considine won voor zijn rol een prijs bij het Filmfestival van Thessaloniki. Considine werd sindsdien meerdere malen genomineerd voor diverse Britse filmprijzen, waaronder een voor zijn rol van Johnny in de film In America (2003) van Jim Sheridan.
Naast een aantal hoofdrollen had Considine ook meerdere malen een bijrol, waaronder in de films 24 Hour Party People (2000), Born Romantic (2000) en The Martins (2001). Hij werkte onder andere met Steve Coogan, Lee Evans, Jane Horrocks, Peter Kay en Kathy Burke.
In 2004 kwam de film Dead Man's Shoes uit, die hij samen scheef met Meadows. Considine had er zelf ook een rol in. Andere grote films waarin Considine een rol in had zijn My Summer of Love (2004), Cinderella Man (2005) samen met Russell Crowe en Renée Zellweger, en Stoned (2005).
In afwachting van première is momenteel de Spaanse thriller Bosque de sombras, waarin hij speelt samen met de Britse acteur Gary Oldman, en The Half Life of Timofey Berezin, een zwarte komedie over de illegale handel van plutonium in Rusland. Hierin speelt Considine samen met de Australische actrice Radha Mitchell. De film is van de uitvoerend producenten George Clooney en Steven Soderbergh. In de zomer komt de film The Bourne Ultimatum uit, de verfilming van het derde boek over Jason Bourne. Ook hierin heeft Considine een rolletje.
In 2007 kwam de actiekomedie Hot Fuzz uit in de bioscopen, over een succesvolle politie-agent die naar een klein dorpje waar zelden wat gebeurt wordt gestuurd. Deze film werd geschreven door Simon Pegg en Edgar Wright.